# Граубарт, Бернхард
Бернхард Граубарт (нем. Bernhard Graubart, 22 декабря 1888 или 21 декабря 1888, Болехов — неизвестно) — австрийский футболист, защитник. Участник летних Олимпийских игр 1912 года.

## Биография
Бернхард Граубарт родился 21 декабря 1888 года в австро-венгерском городе Болехов (сейчас в Калушском районе Ивано-Франковской области Украины).
Играл в футбол на позиции защитника. В 1911—1912 (по другим данным, 1912—1913) годах выступал за немецкий футбольный клуб (НФК) «Прага».
Провёл 5 матчей за сборную Австрии. Дебютировал в её составе 5 мая 1912 года в Вене в товарищеском поединке против сборной Венгрии (1:1).
В 1912 году вошёл в состав сборной Австрии по футболу на летних Олимпийских играх в Стокгольме, занявшей 6-е место. Играл на позиции защитника, провёл 4 матча, мячей не забивал.
О дальнейшей жизни данных нет.